# The Beatles tan rã
Câu chuyện về việc tan rã của tứ quái The Beatles là một trong những sự kiện có ảnh hưởng nhất tới lịch sử âm nhạc thế giới, là một trong vô số những giai thoại liên quan tới ban nhạc này. Việc tan rã thực tế đã được biết đến từ năm 1969 qua những tuyên bố của John Lennon và qua bài phỏng vấn Paul McCartney vào tháng 11. Tuy nhiên những thông báo chính thức chỉ được đưa ra trong cuộc họp báo ngày 10 tháng 4 năm 1970.
Có rất nhiều những lý do cho sự tan rã của ban nhạc huyền thoại này. Nó không phải bắt nguồn từ một sự kiện mà là kết quả của một quá trình kéo dài, bắt đầu từ việc dừng tour vào năm 1966, tiếp đến là cái chết của nhà quản lý Brian Epstein vào năm 1967 khiến cho các Beatle ngày một gia tăng những mối quan tâm và những hiềm khích riêng.
Những sự đối đầu được thể hiện rất khác nhau đối với từng thành viên. George Harrison và Ringo Starr lần lượt rời nhóm "tạm thời" trong giai đoạn 1968–69 và cả bốn thành viên đều có những dự án solo cho tới trước năm 1970 như một định hướng rõ ràng rằng họ sẽ không thể tái hợp với nhau. Đỉnh điểm của mọi sự kiện có lẽ là việc Paul McCartney vừa làm việc cùng ban nhạc, vừa quảng cáo album solo đầu tay McCartney. Khi được hỏi lý do vì sao ban nhạc tan rã, Paul liệt kê: "Tính cách khác nhau, quan điểm khác nhau, âm nhạc khác nhau, nhưng hơn hết đó là vì tôi cảm thấy vui hơn khi ở bên gia đình."
Cho dù đã có rất nhiều nỗ lực giữa các Beatle, đặc biệt là với album của Starkey Ringo (1973) – lần duy nhất cộng tác của cả bốn thành viên dù mỗi người đều thể hiện riêng ca khúc – song các thành viên không bao giờ tái hợp đầy đủ trong 1 dự án chính thức. Ringo's Rotogravure là album cuối cùng mà họ cùng nhau thực hiện khi mỗi người đóng góp một số ít sáng tác để hoàn thiện album. Sau khi John Lennon bị ám sát vào năm 1980, McCartney, Starr và Harrison đã cùng nhau thu âm ca khúc "All Those Years Ago". Cả ba sau đó đã cùng nhau thực hiện dự án The Beatles Anthology vào năm 1994, tiếp đó là hoàn thành 2 ca khúc dang dở của Lennon, "Free as a Bird" và "Real Love" (1997) – 2 ca khúc cuối cùng được hát dưới tên "The Beatles".

## Cái chết của Brian Epstein
Với The Beatles, Brian Epstein có vai trò vô cùng đặc biệt. Ông là người ký hợp đồng thu âm đầu tiên cho ban nhạc, và cũng là người thực hiện hóa giấc mơ nổi tiếng toàn cầu của họ. Epstein là nhà quản lý của ban nhạc, và cách quản lý của ông đã giúp cho những ý tưởng và kế hoạch của nhóm luôn luôn được đảm bảo qua việc giảm bớt một cách tối đa những bất đồng. Tuy nhiên, vai trò của ông trở nên mờ nhạt hơn sau khi The Beatles quyết định dừng tour vào năm 1966 cho dù ông vẫn là người có ảnh hưởng rất lớn tới việc điều hòa các thành viên, và hơn cả, là quản lý chi tiêu. Khi Epstein qua đời vì sốc thuốc vào năm 1967, một khoảng trống lớn đã xuất hiện trong khối công việc khổng lồ của ban nhạc. Thủ lĩnh John Lennon chính là người thân thiết nhất với Epstein khi ông còn sống. McCartney có lẽ là người hiểu vấn đề này và dần tự biến mình thành người đề xuất các dự án cho ban nhạc. Các thành viên còn lại thì ngày một bị chi phối bởi những định hướng, cả về âm nhạc lẫn chi tiêu, từ chính Paul. Lennon sau này có nói rằng những nỗ lực của McCartney là để cứu vãn ban nhạc, nhưng anh vẫn luôn nghĩ rằng những cố gắng của Paul cũng chỉ là để chuẩn bị cho những vấn đề của sự nghiệp solo sau này.
Công ty Apple Corps mà ban nhạc thành lập dưới sự che chắn của Epstein vốn là một nơi để họ trốn thuế. Cái chết đột ngột của ông khiến cho tương lai công ty bỗng trở nên nguy ngập. Việc thiếu sự giám sát của Epstein cùng với sự ngờ nghệch của The Beatles trên thương trường đã dẫn tới hàng loạt những vấn đề hỗn loạn mà vì chúng, ban nhạc bắt đầu thu âm Album trắng với vô số những căng thẳng. Vai trò quản lý của Epstein là không thể thay thế được và sự thiếu vắng một người thủ lĩnh đích thực ở hậu trường có lẽ là lý do chính cho sự tan rã của The Beatles.

## Công việc sáng tác của Harrison
Trong 1 album, hầu hết các ca khúc là do Lennon-McCartney viết và thể hiện, còn lại, họ thường dành 1 bài cho Ringo Starr hát, còn 1 bài khác cho George Harrison hát lại một ca khúc nào đó hoặc thể hiện một (hoặc vài) sáng tác của chính mình. Từ năm 1965 trở đi, các sáng tác của Harrison ngày một tiến bộ rõ rệt. Hiển nhiên, đối với một ban nhạc, khi 1 thành viên có ngày một nhiều những sáng tác chất lượng, đó phải là một tín hiệu mừng. Lennon và McCartney cũng đều hiểu Harrison là một nhạc sĩ đầy tiềm năng. Song với The Beatles, đây lại là một vấn đề khá tế nhị về việc chia sẻ lợi nhuận sáng tác từ album. Vậy nên, trong bất cứ album nào của ban nhạc, hầu hết các sáng tác, thậm chí cả ý tưởng của Harrison đều bị loại bỏ. Điều đó gây nên sự ức chế của anh với các thành viên còn lại trong nhóm.

## Khó khăn trong cộng tác
Sau khi ban nhạc dừng các chương trình tour, mỗi thành viên bắt đầu tìm hiểu những ý tưởng âm nhạc riêng. Khi họ gặp lại nhau sau kỳ nghỉ vào năm 1966, họ vẫn còn rất thân thiết và tôn trọng nhau như những người nghệ sĩ. Song quan điểm âm nhạc của họ đã bắt đầu khác nhau. McCartney, có lẽ là người khá nhất, thực sự quan tâm tới nhạc pop có chút pha trộn phong cách của Anh và Mỹ. Harrison chuyển hướng sang văn hóa Ấn Độ, còn Lennon tìm tòi về một thứ nhạc rock sâu sắc và trải nghiệm hơn. Kết quả là McCartney dần trở thành người nêu ý tưởng và thậm chí là thủ lĩnh về chuyên môn cho các dự án của The Beatles.
Mỗi thành viên có những lịch cá nhân riêng, và mỗi người có những niềm vui với những nghệ sĩ khác nhau. Khá sớm, mỗi cá nhân trở nên thiếu tính đóng góp với những thành viên khác. Trong Album trắng, mỗi người dường như đều muốn làm chủ phòng thu, và điều đó tạo nên một khối thiếu thống nhất của album.

## Yoko Ono
Sau chuyến đi thỉnh Maharishi năm 1966, John Lennon vẫn thấy tâm hồn mình chưa thanh thản. Việc lạm dụng thuốc kích thích cũng như cuộc hôn nhân không hạnh phúc khiến anh đi tìm những niềm vui mới, kể cả đóng phim. John gặp Yoko Ono trong một buổi triển lãm năm 1966, và cặp đôi này đã lén lút quan hệ với nhau cho tới khi cùng phát hành album theo phong cách avant-garde Unfinished Music No.1: Two Virgins (1968).
Mâu thuẫn cá nhân do cạnh tranh ngày càng được khoét sâu khi Yoko Ono luôn xuất hiện với John như hình với bóng. Điều này phá vỡ quy luật bất thành văn của nhóm: không một thành viên nào có quyền mang vợ hay người yêu vào phòng thu trong lúc đang thu âm. Chẳng những ở lì trong phòng thu với John, Yoko còn mang cả giường ngủ vào và sẵn sàng lên tiếng phê bình cách chơi nhạc của những người còn lại mặc dù bản thân mình không hiểu biết nhiều về rock. Chẳng những không can thiệp, John còn hưởng ứng những hành động thái quá của Yoko. Sự quá đáng này khiến cho Ringo Starr, thành viên hiền lành và dễ dãi nhất của nhóm, cũng phải bực bội và căn vặn John về sự hiện diện túc trực của Yoko.

## Album trắng
Ban nhạc có mặt tại nhà của Harrison tháng 5 năm 1968 để thu các bản demo cho The Beatles. Đó là một album-kép và được công chúng gọi đơn giản là Album trắng. Đây là một sản phẩm kỳ lạ của ban nhạc mà người ta tìm thấy ở đó sự phát triển khá lớn của các thành viên trong các vai trò nhạc sĩ và nghệ sĩ.
Lennon và McCartney trở nên chia rẽ. Harrison vẫn tiếp tục viết nhạc, song không nhận được nhiều sự hỗ trợ từ các thành viên khác. "Not Guilty" bộc bạch khá rõ ràng tâm trạng của anh trong quá trình thu âm. Starr bắt đầu chán ngấy với những trò lố trong phòng thu, đỉnh điểm là anh quyết định rời nhóm trước khi quay lại bởi lời xin lỗi của 3 thành viên còn lại. Khi quay trở lại phòng thu, anh thấy một bó hoa trên dàn trống của mình như một lời chào của Harrison.
Quá trình thu âm làm gia tăng những bất đồng trong nhóm. Lý do thì có muôn mặt, song những vấn đề chính thì lại tới từ những cá tính và quan điểm khác nhau. Kỹ thuật viên phụ trách âm thanh Geoff Emerick cũng giống Starr cảm thấy không thể chịu những cuộc cãi vã liên miên và rời khỏi dự án ngay tháng 6. Đây là biểu hiện ban đầu cho sự gia tăng của sự mất đoàn kết và cả những ác cảm. Tạp chí Rolling Stone miêu tả Album trắng là "4 album solo được phát hành trong 1 ấn bản."
Sau khi phát hành Album trắng, ban nhạc không tổ chức bất kể một buổi phỏng vấn hay họp báo nào. Quan hệ với công chúng trở thành một công việc mang tính cá nhân. Sự kiện ấn tượng nhất có lẽ là buổi thu âm nhân dịp Giáng sinh 1968: các đóng góp hoàn toàn cá nhân và Lennon đã có những thay đổi rất lớn khi ra mắt bạn gái mới Yoko Ono.

## Bất đồng trong phòng thu
Cuối năm 1968, tương lai của The Beatles đã thực sự báo động. McCartney, người trở thành thủ lĩnh từ sau cái chết của Epstein, thúc giục mọi người tích cực tập luyện, thu âm, thậm chí cả đi lưu diễn. Cho dù ban đầu các buổi thu cho Album trắng là nhằm mục đích giúp mọi người có thể chơi cùng nhau, song cuối cùng họ buộc phải từ bỏ ý tưởng đó. Chỉ 8 ngày sau những buổi tập, Harrison tuyên bố sẽ rời nhóm ngay khi có thể. Anh nói: "Đối với Eric Clapton hay Bob Dylan, tôi nhận được sự tôn trọng như một nghệ sĩ thực sự. Còn đối với Beatles, tôi chỉ là một nhạc công chơi lót không hơn không kém. Tôi không nghĩ rằng mình có thể tiếp tục chơi nhạc với Paul trong cùng một ban nhạc một lần nữa."  Năm 2003, tạp chí Rolling Stone đã tiết lộ rằng khi Harrison bỏ đi, Lennon đã có ý định mời Eric Clapton về làm lead guitar thay thế.
Cuối cùng, các cuộc nói chuyện đã đưa Harrison trở lại ban nhạc. Các kế hoạch trình diễn bị hủy bỏ và họ quay trở lại phòng thu của Apple. Ngày 30 tháng 1 năm 1969, họ cùng nhau trình diễn lần cuối trước công chúng trên sân thượng của trụ sở Apple Corps, những cảnh quay sau này được đưa vào bộ phim Let It Be và dự án The Beatles Anthology.

## Vụ bê bối ngân quỹ
Apple Corps lâm vào khủng hoảng thời điểm năm 1968. Lennon và Oko gặp gỡ Allen Klein để nhờ trợ giúp trong vai trò quản lý. Harrison và Starr chấp nhận đề xuất này, trong khi McCartney nghi ngờ về khả năng của Klein. Cùng lúc, McCartney bắt đầu có mối quan hệ bền chặt với Linda Eastman và vì đó muốn đưa những thành viên gia đình cô, Lee và John Eastman, tham gia quản lý tài chính cho ban nhạc. Tuy nhiên, các tranh cãi và bất hòa về âm nhạc nhanh chóng tràn ngập các buổi thảo luận về kinh doanh.
Dick James, người đại diện từ Northern Songs, nhanh chóng chuộc lợi từ những bất đồng trong lòng ban nhạc. Không hề nói trước cho The Beatles, James bí mật bán phần sở hữu của Northern Songs. Klein và nhà Eastman đã phát hiện ra song những cáo buộc của họ nhằm giúp The Beatles đòi lại quyền sở hữu (qua Maclen Music) lại thất bại. Thực tế, thất bại này là do Klein và nhà Eastman đã đi tìm những mối quen biết với những con đường khác nhau. Điều này làm dấy nên những nghi ngờ về bất đồng trong những kế hoạch của ban nhạc.

## Các cuộc chia ly
"Dự án Get Back" được bắt đầu vào tháng 1 năm 1969 và cuối cùng thì thất bại hoàn toàn (sau đó được tái khởi động vào tháng 1 năm 1970 và album Let It Be được phát hành vào tháng 5). Thực tế ban nhạc vẫn cùng nhau thu âm suốt mùa xuân và hè 1969 – những buổi thu chính góp phần tạo nên siêu phẩm Abbey Road.

### John Lennon
Trải nghiệm về ma túy là nội dung của ca khúc "Cold Turkey". Tuy nhiên, The Beatles không đồng tình với việc đưa nó thành đĩa đơn. Năm 1969, Lennon và Ono thành lập Plastic Ono Band. Việc tham gia của họ tới chương trình Rock and Roll Concert ở Toronto đã gián tiếp thể hiện việc họ muốn rời nhóm. Lennon nói với Klein về việc này vào ngày 20 tháng 9 năm 1969. Khá trớ trêu là vào mùa xuân năm 1969, ban nhạc vừa ký hợp đồng mới rất hứa hẹn với Capitol Records. Về lý thuyết, đây là văn bản cuối cùng có sự xuất hiện đầy đủ của họ.

### Paul McCartney
Thất vọng vì những nỗ lực duy trì ban nhạc không đạt được kết quả, McCartney đã nói về việc The Beatles sẽ tan rã trong một bài phỏng vấn trên tạp Life vào tháng 11 năm 1969. Đầu năm 1970, chỉ còn McCartney, Starr và Harrison thực hiện album Let It Be trong lúc mỗi người đều đã lên kế hoạch cho sự nghiệp solo.
McCartney gặp rất nhiều bất đồng với nhà sản xuất của album, Phil Spector, đặc biệt là trong ca khúc "The Long and Winding Road". Anh chỉ muốn có một bản ballad với piano, trong khi Spector thì muốn có dàn hợp ca giọng nữ. Ngày 14 tháng 4 năm 1970, anh viết bức thư dài gửi lên quản lý của Apple Records, Allen Klein, rằng những hiệu ứng đó sẽ phải bị hủy bỏ, phần đàn hạc sẽ bị xóa, kèm với đó là lời nhắn "Đừng bao giờ làm vậy nữa". Những yêu cầu không được để ý và bản của Spector được chọn cho album.
Ngày 17 tháng 4, Paul phát hành album solo đầu tay, McCartney. Sẽ không có vấn đề gì nếu album này không phát hành trùng đợt với Let It Be và bộ phim cùng tên. Khi Starr đề nghị Paul rời ngày phát hành lại để giữ gìn hình ảnh ban nhạc, anh đã từ chối và nói: "Tôi đã phải làm một cái gì đó như thế để khẳng định bản thân mình bởi vì tôi đã không được tôn trọng." Cùng lúc, McCartney tuyên bố mình sẽ rời khỏi The Beatles.
Ngày 31 tháng 12 năm 1970, The Beatles hoàn tất những thủ tục pháp lý cuối cùng về việc giải thể tại tòa án tối cao thành phố London. Những tranh cãi về bản quyền cũng như quyền lợi thì mất khá nhiều thời gian và tới ngày 9 tháng 1 năm 1975 mới được giải quyết triệt để.
Phụ trách báo chí của ban nhạc, Derek Taylor, viết về cuộc chia ly này của The Beatles: "Mùa xuân tới rồi, ngày mai thì Leeds sẽ lại gặp Chelsea. Ringo và John, George và Paul, họ vẫn sống và còn sống rất tốt. Trái đất vẫn quay, như chúng ta và như bạn nữa. Khi nó không còn quay nữa thì đó mới là lúc phải lo lắng chứ không phải bây giờ."